# Göttinger Institut für Demokratieforschung
Das Göttinger Institut für Demokratieforschung ist eine Forschungseinrichtung an der Georg-August-Universität Göttingen. Sie wurde 2010 aus der Arbeitsgruppe für Parteienforschung am dortigen Politikwissenschaftlichen Institut heraus gegründet und dient insbesondere der Kommunikation von sozialwissenschaftlichen Befunden zwischen Politik und Gesellschaft. Das Institut verbindet neben der wissenschaftlichen Komponente auch didaktische und beratende Aspekte miteinander. Erklärtes Ziel ist es, dem Mangel an demokratischem Verständnis und der sogenannten Politikverdrossenheit mit auch alternativen Methoden entgegenzuwirken. So werden etwa früh Studenten an der wissenschaftlichen Forschung beteiligt. Darüber hinaus ist das Institut in die politikwissenschaftliche Lehre der Sozialwissenschaftlichen Fakultät eingebunden. 60 Mitarbeiter sind in Göttingen tätig u. a. Felix Butzlaff, Lars Geiges, Stephan Klecha und Otto-Eberhard Zander, Direktor war bis zum September 2017 der Politikwissenschaftler Franz Walter (Professor und Herausgeber von INDES – Zeitschrift für Politik und Gesellschaft). Im Wintersemester 2017/2018 wird Professur und Leitung des Institutes von Stine Marg (Geschäftsführerin) vertreten. Zahlreiche Publikationen zu Themenfeldern wie Gesellschaftsanalyse, Politische Parteien und Politiker sind bisher erschienen.
Das Institut führt die Reihe Göttinger Studien zur Parteienforschung der Arbeitsgruppe für Parteienforschung fort und installierte die Reihe Göttinger Junge Forschung. In Zusammenarbeit mit dem Niedersächsischen Kultusministerium konzipierte das Institut die Arbeitsblätter zur Demokratieerziehung in der Grundschule. Weiterhin erscheinen die Göttinger Themenhefte zu Zeitfragen von Politik, Gesellschaft und Sozialkultur, ferner werden ein Jahrbuch des Göttinger Instituts für Demokratieforschung (ibidem-Verlag) und die Studien des Göttinger Instituts für Demokratieforschung zur Geschichte politischer und gesellschaftlicher Kontroversen (transcript Verlag) herausgegeben.
Großes mediales Interesse wurde der Einrichtung bei ihren Ergebnissen zu PEGIDA und der Pädophilie-Debatte der Grünen zuteil sowie der Studie „Rechtsextremismus und Fremdenfeindlichkeit in Ostdeutschland“ 2017. Die Studie wurde im Auftrag der Ost-Beauftragten der Bundesregierung erstellt und mit dem Vorwurf methodischer Fehler und einem Mangel an wissenschaftlicher Sorgfalt zurückgewiesen.